# صابون مراغه
صابون مراغه نوعی صابون سنتی است که در مراغه به‌صورت سنتی و نیمه‌صنعتی تهیه می‌شود. در تولید این صابون از چربی حیوانی و سود سوزآور استفاده می‌شود.و در سه رنگ زرد و سفید و سیاه است و تفاوت آن در رنگ آنان است البته  در برخی موارد رنگ سیاه آن دارای سدر و حنا است 
برای شستشوی موی بافته شده ( دردلاک) توصیه شده از این صابون استفاده شود .
همچنین یک محصول ضد حساسیت و ضد پسوریازیس است که  به لحاظ اینکه در ساخت آن از مواد شیمیایی استفاده نشده و باعث رشد سریع مو می شود 
برای شستن موی چرب مناسب می باشد که با شستشوی عمیق مو باعث پاک شدن کامل چربی 
و آلودگی ها می شود همچنین این صابون با پاک کردن منافع غدد سبوم پوست سر باعث افزایش  چرب شدن طبیعی مو می‌شود که البته  برای پوست و موی سر مفید است تقویت کننده زیرا به لحاظ طبیعی غدد سبوم پوست سر باید ترشحات عادی داشته باشند  برخلاف شامپو که باعث التهاب و بسته شدن منافذ می‌شود 
نقطه ضعف :شستشو با این صابون باعث کدر شدن موی سر می‌شود .